# The Mother and the Law

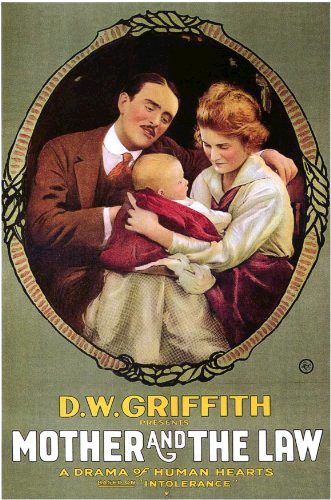
Locandina del film

The Mother and the Law è un film muto del 1919 scritto, prodotto e diretto da David W. Griffith.

## Produzione
Il film fu prodotto dalla D.W. Griffith Productions

## Distribuzione
Il film uscì nelle sale cinematografiche statunitensi il 18 agosto 1919. Fu distribuito anche in Europa. In Polonia dalla Sfinks nel 1920 con il titolo Matka i prawo e in Ungheria con il titolo Anya és törvény.